# Marianne Rosenberg

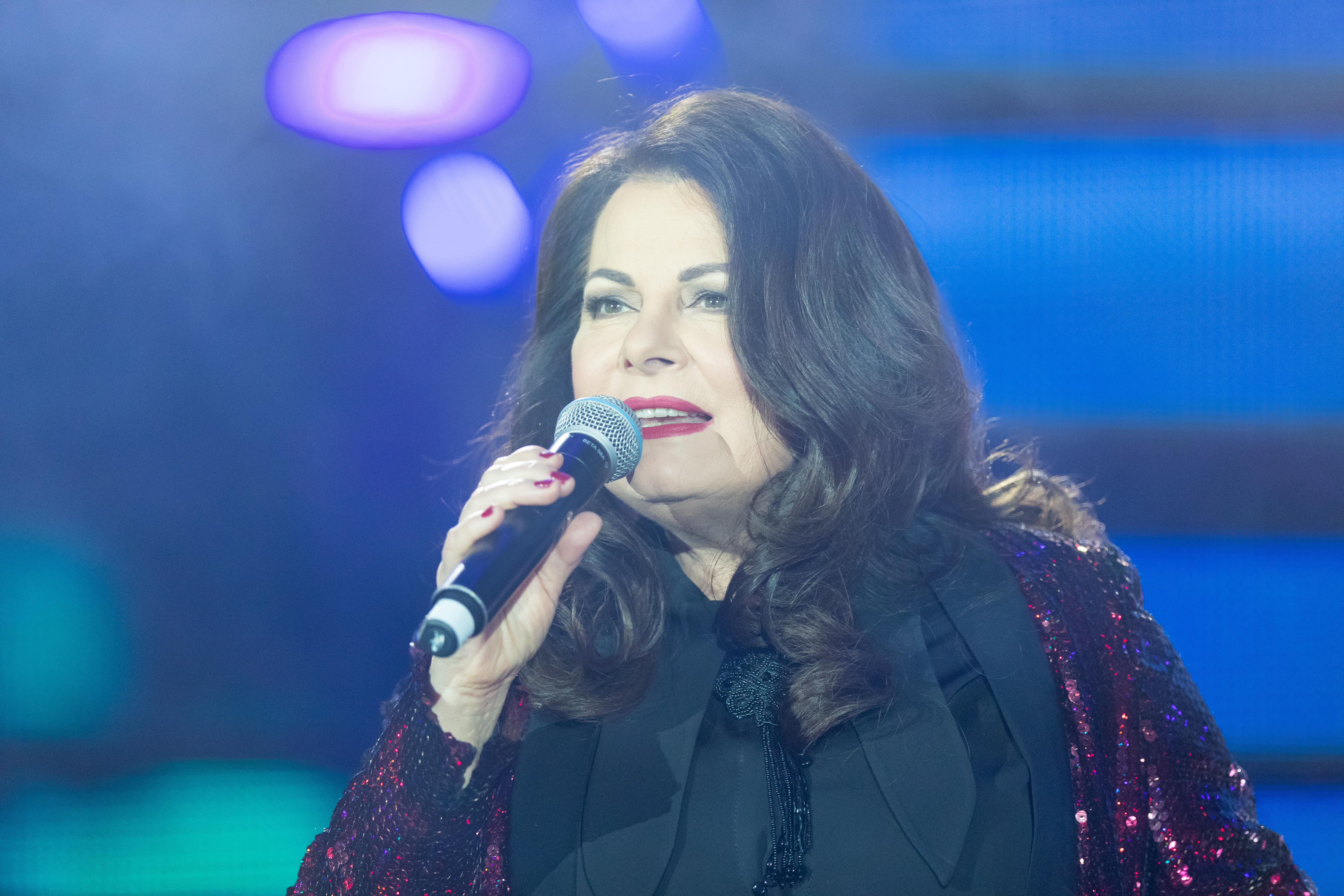
Marianne Rosenberg (2018)

Marianne Rosenberg (* 10. März 1955 in West-Berlin) ist eine deutsche Pop- und Schlagersängerin sowie Songwriterin. Sie war vor allem in den 1970er Jahren mit Titeln wie Mr. Paul McCartney, Er gehört zu mir, Lieder der Nacht und Marleen erfolgreich. Sie hatte außerhalb des deutschen Sprachraums ihren größten kommerziellen Erfolg 1976 mit ihrer Single Ich bin wie du, und dieses Lied war in den Niederlanden und in Belgien (spezifisch in Flandern) sogar weitaus erfolgreicher als in Deutschland, denn Ich bin wie du erreichte in den Niederlanden die zweite Position in den Charts und in der flämischen Hitparade erreichte die Single die Spitzenposition in 1976.

## Leben

### Familie und Privates
Marianne Rosenberg wurde in Berlin-Lankwitz geboren und wuchs in einer Künstlerfamilie in Berlin-Britz auf. Nach eigener Aussage hatte sie Ende der 1970er Jahre eine dreijährige Beziehung mit dem Moderator und Schauspieler Ilja Richter, die beide auf Drängen von Rosenbergs Plattenfirma verheimlichten. Sie selber sagte später über diese Zeit: „Wir wollten sogar heiraten und eine Familie gründen.“ Rosenbergs langjähriger Lebensgefährte ist der Journalist und Politiker Michael Klöckner. Aus dieser Verbindung stammt ihr Sohn Max (* 1993), der als Musiker, Tontechniker und Produzent tätig ist.
Rosenberg ist das dritte von sieben Kindern von Otto Rosenberg, einem Sinto und Überlebenden des Porajmos, des Völkermords an den europäischen Roma und Sinti, und langjährigem Vorstandsmitglied des Zentralrats Deutscher Sinti und Roma.

### 1969–1982: Die großen Erfolge
Im Alter von vierzehn Jahren gewann Rosenberg einen Talentwettbewerb im Romanischen Café im Europa-Center in Berlin. Danach nahm sie ihre erste Schallplatte, Mr. Paul McCartney, auf, die 1970 ihr erster Erfolg wurde und als höchste Notierung Platz 33 der deutschen Singlecharts erreichte. Mit ihren nachfolgenden Liedern, Fremder Mann (1971), Er ist nicht wie du (1971), Warum gerade ich und Jeder Weg hat mal ein Ende (1972) platzierte sie sich erfolgreich in den deutschen Singlecharts. Ihr Produzent Joachim Heider brachte dann ab Mitte der 70er den Phillysound in die Rosenberg-Songs, damit wurden Lieder wie Er gehört zu mir (1975), Ich bin wie du (1975), Lieder der Nacht (1976) und Marleen (1976) zu Radio- und Disco-Klassikern und machten sie zu einer der erfolgreichsten deutschen Schlagersängerinnen der 70er Jahre.
1975 nahm Rosenberg erstmals an der deutschen Vorentscheidung zum Grand Prix Eurovision de la chanson (Eurovision Song Contest) teil und platzierte sich mit ihrem Lied Er gehört zu mir auf Platz 10. Trotzdem wurde das Lied ein Hit, das später vor allem in der Schwulenszene zum Evergreen avanciert ist. 1976 drehte Rosa von Praunheim ein Filmportrait über sie, in dem sie erstmals öffentlich über ihre familiären Wurzeln sprach. 1976 und 1977 erhielt sie den bronzenen Bravo Otto der Jugendzeitschrift Bravo.
1976 sang sie bei der luxemburgischen Vorentscheidung zum Grand Prix Eurovision Tout peut arriver au cinéma (Lieder der Nacht). Sie scheiterte an ihrem Landsmann Jürgen Marcus, der für Luxemburg zum Finale nach Den Haag fuhr. Die deutsche Vorentscheidung 1978, bei der Rosenberg mit Nein, weinen werd’ ich nicht Platz 7 erreichte, wurde nur im Radio, aber nicht im Fernsehen ausgestrahlt. 1980 nahm sie an der deutschen Vorentscheidung mit Ich werd’ da sein, wenn es Sturm gibt teil und belegte Platz 12. Bei der deutschen Vorentscheidung 1982 belegte sie mit Blue-Jeans-Kinder Platz 8. Zu Beginn der 1980er Jahre hatte sie einige Erfolge mit deutschsprachigen Versionen internationaler Hits, u. a. von Abbas One of Us erreichte sie im April 1982 Platz 2 in der ZDF-Hitparade.

### 1982–1999: Imagewechsel und englischsprachige Songs
1982 brach Rosenberg zunächst mit der Schlagerszene. Fortan wirkte sie in mehreren Kinofilmen mit und nahm Platten mit Musikern der Neuen Deutschen Welle, insbesondere mit Rio Reiser, Wolf Maahn und Extrabreit auf. Das mit Extrabreit produzierte Lied Duo Infernal (Rückkehr der phantastischen Fünf) fällt durch Einflüsse des Punk auf. Ende der 1980er Jahre veränderte Rosenberg ihr Aussehen, gab sich mit schrillen Bühnenauftritten ein neues Image und bezog darüber hinaus zu politischen Themen Stellung. Auch engagierte sie sich verstärkt für die Rechte queerer Menschen.
1988 wurde ein Remix des Hits Er gehört zu mir als Single veröffentlicht und weckte durch hohen Airplay-Einsatz erneut Interesse an ihr. 1989 sang sie für den Soundtrack der Fernsehserie Rivalen der Rennbahn den Song I Need Your Love Tonight, produziert von Dieter Bohlen, der auch Text und Musik schrieb; das Lied stieg in die Top 50 der deutschen Charts auf. 1989 veröffentlichte sie das Album Uns verbrennt die Nacht und hatte mit der ersten Singleauskopplung, Ich denk an dich, einen Hit. Das Album war in Zusammenarbeit mit dem Produzenten Harald Steinhauer entstanden, der auch bei ihren nächsten Alben Und du kannst nichts dagegen tun und Feuerrosen die Produktion übernahm. Diese Alben konnten sich in den deutschen Charts platzieren.
1994 nahm sie mit Bohlen einen weiteren Song in englischer Sprache auf: Anywhere I Lay My Head erschien auf dem Soundtrack zu der ZDF-Serie Die Stadtindianer, wurde jedoch nicht als Single veröffentlicht. 1996 nahm sie an einem Gedenkkonzert für Rio Reiser teil. Nach einer Reihe von Alben, die im Laufe der 1990er Jahre erschienen waren, darunter die im Studio live eingesungene Doppel-CD 5 Tage & 5 Nächte, veröffentlichte sie 1998 das Album Luna mit selbstkomponierten Songs zu Texten ihrer Freundin Marianne Enzensberger. Das Album wurde ein Jahr später erneut veröffentlicht, angereichert um eine im Radio erfolgreiche Coverversion des Cher-Hits Strong Enough. Es folgte das Album Himmlisch, das von Alex Christensen produziert wurde.

### Seit 2000: Weitere Karriere

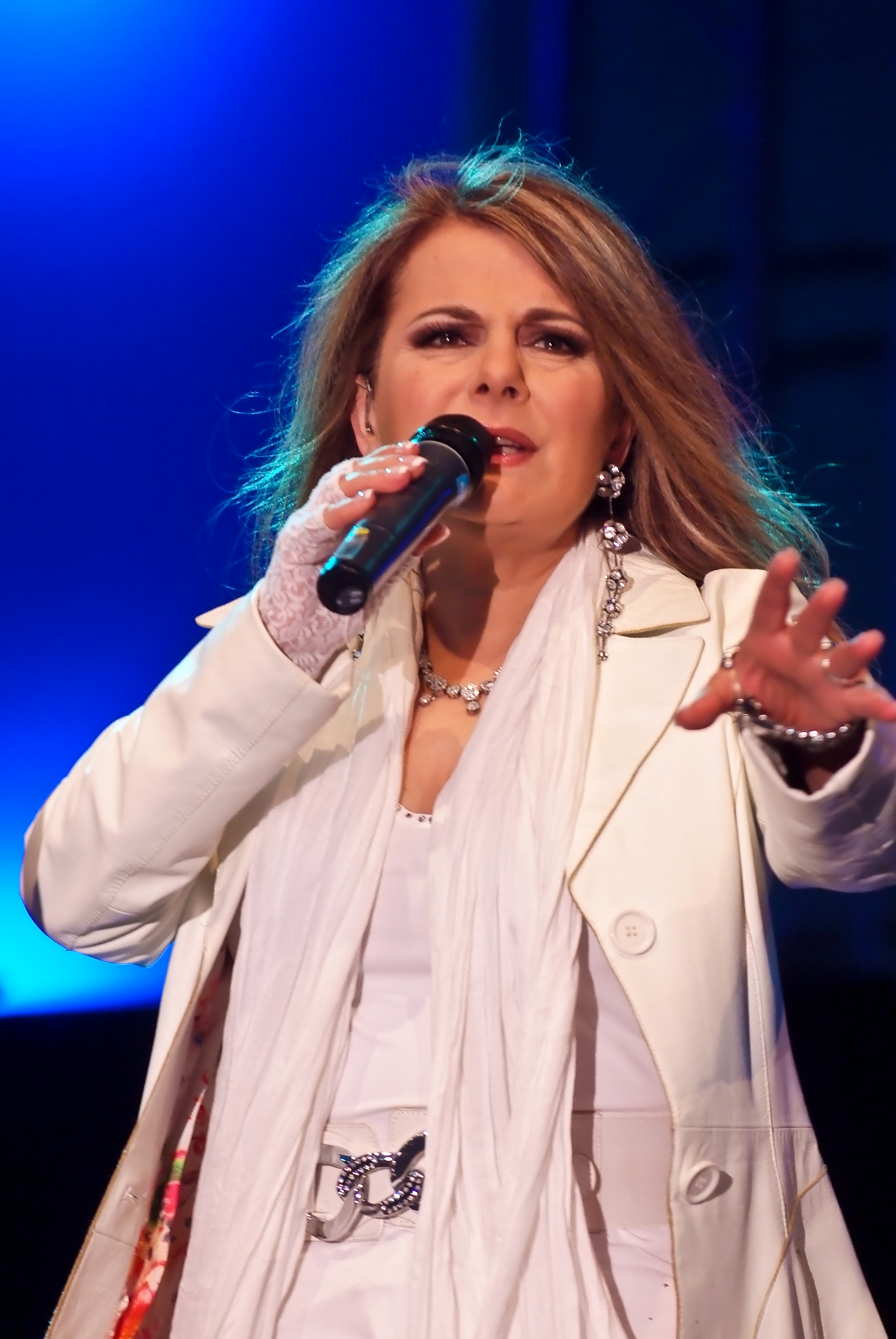
Marianne Rosenberg, 2009

Im Jahr 2000 lehnte Rosenberg einen Auftritt mit ihrem Vater in einer Fernsehshow mit den empörten Worten ab: „Die wollen Rosenberg-Schlager garniert mit einer Prise Auschwitz […] Das ist eine Respektlosigkeit gegenüber meinem Vater.“ 2004 nahm sie unter dem Titel Für immer wie heute ihre großen Hits in neuen Arrangements sowie einige neue Stücke auf. Das Album erreichte die Top 20 der deutschen Albumcharts, die Singles erreichten die Top 100. Es folgte eine Tournee zur Platte. Parallel dazu trat sie in einigen deutschen Städten mit einem Jazz- und Chanson-Programm auf, das aus der Zusammenarbeit mit Christian Schodos im Jahr 2003 entstanden und unter dem Titel Cocktails for two in der Berliner Bar jeder Vernunft uraufgeführt worden war.
Im September 2006 veröffentlichte Rosenberg ihre Autobiografie, Kokolores. Im September und Oktober folgten nach einem Jazzkonzept gestaltete Liveauftritte. Auf dem zur Biografie erschienenen Hörbuch sind vier Musikstücke als Bonus enthalten. Das Goethe-Institut empfiehlt Rosenbergs Autobiografie zusammen mit denen von Philomena Franz und Dotschy Reinhardt als Literatur zur Geschichte der Sinti und Roma.
Im März 2008 erschien Rosenbergs Chanson- und Jazzalbum I’m a Woman. Im Oktober 2008 nahm sie an einem Nico-Gedenkkonzert teil. An der Volksbühne Berlin sang sie drei Lieder zu Ehren der verstorbenen Sängerin, unter anderem Femme Fatale von The Velvet Underground und My Funny Valentine.
2009 sprach und sang Marianne Rosenberg die Rolle der Mama Odie im Disney-Zeichentrickfilm Küss den Frosch. Im Februar 2011 veröffentlichte sie unter dem Titel Regenrhythmus ein neues Album mit 13 Stücken. Außerdem erschien im August 2011 die Single Die Ballade von Wolfgang und Brigitte der Berliner Band Wir sind Helden, auf der auch eine Version des Liedes mit dem Gesang Rosenbergs enthalten ist. Rosenberg gehörte der Jury der elften Staffel von Deutschland sucht den Superstar an. Zuvor war sie als scharfe Kritikerin der Castingshows aufgetreten. Sie begründete ihren Meinungswechsel damit, dass man ihr glaubhaft zugesichert habe, dass von nun an „Talente eine ehrliche Chance“ bekommen würden.
Zusammen mit dem Produzenten Dirk Riegner gründete Rosenberg die Band Schattenherz. Ein mit Schattenherz produziertes Album, Das Leben ist schön, erschien im Oktober 2013. Zum 50. Bühnenjubiläum im Jahr 2020 erschien mit Im Namen der Liebe ihr 20. und zugleich erstes Studioalbum, das Platz 1 der deutschen Albumcharts erreichen konnte. Im Juli 2022 veröffentlichte sie das Album Diva, das Platz 5 belegte und für Rosenberg die zweite Top-10-Platzierung in den deutschen Albumcharts war.
Im Frühjahr 2023 nahm Rosenberg als Pilz an der achten Staffel der ProSieben-Show The Masked Singer teil und belegte den siebten Platz. Im Frühjahr 2024 veröffentlichte sie ihr 22. Studioalbum (Bunter Planet), das auf Platz 9 der deutschen Albumcharts einstieg. Als Gäste steuerten u. a. Leslie Clio und Namika Songs bei.

## Diskografie
Studioalben

| Jahr | Titel                              | Höchstplatzierung, Gesamtwochen, AuszeichnungChartplatzierungen (Jahr, Titel, Platzierungen, Wochen, Auszeichnungen, Anmerkungen) | Höchstplatzierung, Gesamtwochen, AuszeichnungChartplatzierungen (Jahr, Titel, Platzierungen, Wochen, Auszeichnungen, Anmerkungen) | Höchstplatzierung, Gesamtwochen, AuszeichnungChartplatzierungen (Jahr, Titel, Platzierungen, Wochen, Auszeichnungen, Anmerkungen) | Anmerkungen                              |
| Jahr | Titel                              | DE | AT | CH | Anmerkungen                              |
| ---- | ---------------------------------- | --- | --- | --- | ---------------------------------------- |
| 1971 | Fremder Mann                       | — | — | — | Erstveröffentlichung: 16. November 1971  |
| 1972 | Lieder                             | — | — | — | Erstveröffentlichung: 20. Dezember 1972  |
| 1974 | Träume                             | — | — | — | Erstveröffentlichung: September 1974     |
| 1976 | Ich bin wie du                     | DE42 (4 Wo.)DE | — | — | Erstveröffentlichung: Januar 1976        |
| 1976 | Lieder der Nacht                   | DE20 (18 Wo.)DE | — | — | Erstveröffentlichung: November 1976      |
| 1977 | War es wirklich gestern?           | — | — | — | Erstveröffentlichung: September 1977     |
| 1978 | Flüsterndes Gras                   | — | — | — | Erstveröffentlichung: August 1978        |
| 1979 | Und die Liebe, sie kam             | — | — | — | Erstveröffentlichung: 1979               |
| 1980 | Traumexpress                       | — | — | — | Erstveröffentlichung: Mai 1980           |
| 1981 | Ich brauche dich …                 | — | — | — | Erstveröffentlichung: 1981               |
| 1984 | Spiegelbilder                      | — | — | — | Erstveröffentlichung: März 1984          |
| 1989 | Uns verbrennt die Nacht            | DE59 (9 Wo.)DE | — | — | Erstveröffentlichung: 25. September 1989 |
| 1991 | Und du kannst nichts dagegen tun … | DE37 (10 Wo.)DE | — | — | Erstveröffentlichung: 23. September 1991 |
| 1993 | Set the Night on Fire              | — | — | — | Erstveröffentlichung: 28. Juni 1993      |
| 1993 | Feuerrosen                         | — | — | — | Erstveröffentlichung: 25. Oktober 1993   |
| 1998 | Luna                               | DE48 (3 Wo.)DE | — | — | Erstveröffentlichung: 19. Oktober 1998   |
| 2000 | Himmlisch                          | DE90 (1 Wo.)DE | — | — | Erstveröffentlichung: 13. November 2000  |
| 2008 | I’m a Woman                        | — | — | — | Erstveröffentlichung: 7. März 2008       |
| 2011 | Regenrhythmus                      | DE29 (3 Wo.)DE | — | — | Erstveröffentlichung: 25. Februar 2011   |
| 2020 | Im Namen der Liebe                 | DE1 (19 Wo.)DE | AT12 (1 Wo.)AT | CH17 (1 Wo.)CH | Erstveröffentlichung: 13. März 2020      |
| 2022 | Diva                               | DE5 (5 Wo.)DE | AT21 (1 Wo.)AT | CH27 (2 Wo.)CH | Erstveröffentlichung: 8. Juli 2022       |
| 2024 | Bunter Planet                      | DE9 (4 Wo.)DE | AT53 (1 Wo.)AT | CH33 (1 Wo.)CH | Erstveröffentlichung: 7. Juni 2024       |

grau schraffiert: keine Chartdaten aus diesem Jahr verfügbar

## Filmografie

### Filme und Fernsehserien
- 1976: Porträt von Rosa von Praunheim
- 1984: Der Biß (Spielfilm)
- 1987: Komplizinnen (Spielfilm)
- 2009: Küss den Frosch (Synchronstimme für Mama Odie)
- 2010: Long Live the People of the Revolution (Video)
- 2021: Rote Rosen (Fernsehserie, 2 Folgen)

### Fernsehshows
- 2014: Deutschland sucht den Superstar
- 2023: The Masked Singer

## Bücher
- Kokolores. Autobiographie List, Berlin 2006, ISBN 978-3-471-78586-7. Als Tb: Ullstein, Berlin 2007, ISBN 978-3-548-36977-8.
  - Hörbuch: Gelesen von Marianne Rosenberg, plus 4 Songs, 4CDs, Delta Music, Frechen 2006, ISBN 3-86538-503-6.

## Auszeichnungen
- Goldene Europa
  - 1970: in der Kategorie „Newcomer“[9]
- Bravo-Otto
  - 1976: „Bronze“ in der Kategorie „Sängerin“[10]
  - 1977: „Bronze“ in der Kategorie „Sängerin“[11]
- radio B2-„Ehrenpreis“
  - 2019: Preis für das Lebenswerk[12]
- RSH-Gold
  - 1994: in der Kategorie „Comeback des Jahres National“[13]
- Smago! Award
  - 2021: für „Das #1-Album ihres Lebens + Das smago! Album des Jahres“ (Im Namen der Liebe)[14]
- Die Eins der Besten
  - 2021: in der Kategorie „Comeback des Jahres“[15]